# Batalla de Arrás (1940)
La batalla de Arrás tuvo lugar durante la batalla de Francia, en las primeras etapas de la Segunda Guerra Mundial. Fue un contraataque aliado contra el flanco del Ejército alemán, que tuvieron lugar cerca de la ciudad de Arrás, en el noreste de Francia. Las fuerzas alemanas estaban presionando en el norte, hacia el canal de la Mancha, con el fin de atrapar a las fuerzas aliadas que avanzaban al este en Bélgica. El contraataque en Arrás fue un intento de los aliados para cortar la punta de lanza alemana y frustrar su avance. Aunque los aliados inicialmente lograron vencer, fueron repelidos por las fuerzas alemanas y obligado a retirarse para evitar ser cercados.

## Antecedentes
En la batalla de Francia, las fuerzas alemanas lograron derrotar a las fuerzas aliadas, haciéndolas retroceder considerablemente. En un intento de reforzar las defensas contra el avance rápido de las tropas alemanas, la Fuerza Expedicionaria Británica reforzó la ciudad de Arrás.

## Preludio
Lord Gort - comandante en jefe del Fuerza Expedicionaria Británica - ordenó un contraataque, en un intento de retrasar a los alemanes y que las fuerzas británicas eviten el inicio de una invasión al Reino Unido. El contraataque sería dirigido por el Mayor General Harold Franklin; sus fuerzas - cuyo nombre en clave era Frankforce -, constaba de dos divisiones: la  5ª y la 50.ª División de Infantería británicas, además de 74 tanques de la 1ª Brigada de Tanques del Ejército y 60 tanques franceses de apoyo. Una grave situación se había desarrollado al sur, donde las puntas de lanza alemanas habían traspasado la brecha de Peronne-Cambrai y amenazaban Boulogne y Calais, cortando las líneas de comunicaciones de la Fuerza Expedicionaria Británica y separándolos del grueso del Ejército francés. Un plan ideado por el general Maxime Weygand para cerrar esta brecha incluyó un ataque de la Frankforce, con la 5ª División de Infantería mantendría la línea del río Scarpe, al este de Arrás, mientras que las otras dos formaciones atacarían el sur de esa ciudad.

## Batalla
Durante la tarde del 21 de mayo, el ataque por parte de la 50.ª División de Infantería y 1ª la Brigada de Tanques estaba progresando al sur de Arrás. Este iba a ser el único ataque a gran escala montada por la Fuerza Expedicionaria Británica durante la campaña. El ataque iba a ser montado por dos divisiones de infantería, que comprendían unos 15 000 hombres. Fue ejecutado en última instancia, por solo dos batallones de infantería, el 6° y el 8° Batallón de Infantería Ligera Durham, apoyando al 4° y el 8° Regimiento Real de Tanques, con un total de alrededor de 2000 hombres, y reforzados por 74 tanques. Los batallones de infantería se dividieron en dos columnas para el ataque. La columna de la derecha inicialmente logró un rápido progreso, teniendo un número importante de prisioneros alemanes, pero pronto se topó con la infantería alemana y el Waffen-SS, respaldado por el apoyo aéreo, y tuvieron grandes pérdidas.
La columna de la izquierda también logró un éxito temprano antes de toparse con la oposición de la 7ª División Panzer del Generalmajor Erwin Rommel. Las fuerzas de defensa - con elementos del regimiento motorizado de la SS Totenkopf (que más tarde se expandió, formadose la 3ª División SS Totenkopf) - fueron sobrepasadas. Sus cañones antitanque PaK 36/37 de 37 mm resultaron ineficaces contra el grueso blindaje del tanque británico Matilda II. Rommel comprometió algunos de sus tanques a fin de realizar contraataques locales, sólo para descubrir que los cañones de los tanques Panzer II y III no podían penetrar el blindaje de los tanques Matilda II. Desesperado por evitar un gran avance británico, Rommel ordenó que los cañones antiaéreos FlaK 18 de 88 mm y los obuses de 105 mm de sus divisiones formaran una línea defensiva y disparen proyectiles antitanque y de alto poder explosivo como un último esfuerzo para detener a los tanques enemigos. El avance del Fuerza Expedicionaria Británica se detuvo con fuertes pérdidas. Luego, con el apoyo de la Luftwaffe, Rommel lanzó un contraataque, haciendo retroceder a las fuerzas británicas. La Frankforce había sido rechazada.
Los alemanes persiguieron a los británicos en su retirada, pero fueron detenidos por los tanques de la 3ª División Mecanizada Ligera francesa. El blindaje más grueso de los tanques franceses hizo que las fuerzas alemanas se detuvieran en seco. La cobertura francesa permitió a las tropas británicas poder retirarse a sus posiciones iniciales esa misma noche. La Frankforce capturó alrededor de 400 prisioneros alemanes y causó un número similar de víctimas, así como la destrucción de tanques enemigos. Más tarde, el 23 de mayo, la división francesa lanzó su propio ataque para intentar aprovechar el éxito británico. La Luftwaffe y los refuerzos alemanes lograron detener ese ataque.
La operación había conseguido mucho más de lo que se proponía; el ataque fue tan feroz que la 7ª División Panzer alemana creía que había sido atacada por cinco divisiones de infantería. El ataque puso nerviosos a los comandantes alemanes, y puede haber sido uno de los factores de la sorpresiva parada del avance alemán el 24 de mayo, lo cual le dio a la Fuerza Expedicionaria Británica la oportunidad de iniciar la evacuación en Dunkerque.